# Saint-Mesmin (Côte-d'Or)
Saint-Mesmin é uma comuna francesa na região administrativa da Borgonha-Franco-Condado, no departamento de Côte-d'Or. Estende-se por uma área de 17,62 km². Em 2010 a comuna tinha 127 habitantes (densidade: 7,2 hab./km²).